# 野菱
野菱（学名：Trapa incisa var. sieb.）为千屈菜科菱属四角刻叶菱的变种。分布在日本、台湾岛以及中国大陆的江苏、安徽、浙江、福建、湖南、江西等地，目前尚未由人工引种栽培。